# Natalja Pogonina
Natalja Andriejewna Pogonina, ros. Наталья Андреевна Погонина (ur. 9 marca 1985 we Władywostoku) – rosyjska szachistka, arcymistrzyni od 2004 roku.

## Kariera szachowa
W szachy gra od piątego roku życia. Pierwszy znaczący sukces odniosła w 1998, zdobywając tytuł mistrzyni Rosji juniorek do 14 lat. Wielokrotnie reprezentowała swój kraj na mistrzostwach Europy i świata w różnych kategoriach wiekowych. W rozgrywkach tych zdobyła trzy medale: dwa złote (2000, Kalitea, ME do 16 lat i 2003, Budva, ME do 18 lat) oraz brązowy (2003, Kalitea, MŚ do 18 lat). W 2004 uczestniczyła w pucharowym turnieju o mistrzostwo świata, rozegranym w Eliście. W I rundzie przegrała z Marie Sebag i odpadła z dalszej rywalizacji, natomiast w 2009 zdobyła w Petersburgu brązowy medal indywidualnych mistrzostw Europy. W 2015 zdobyła w Soczi tytuł wicemistrzyni świata, przegrywając w finale turnieju rozegranego systemem pucharowym z Mariją Muzyczuk.
Jest dwukrotną medalistką indywidualnych mistrzostw Rosji: złotą (2012) oraz srebrną (2010).
Wielokrotnie reprezentowała Rosję w rozgrywkach drużynowych, między innymi:
- czterokrotnie na olimpiadach szachowych (w latach 2008, 2010, 2012, 2014); trzykrotna medalistka: wspólnie z drużyną – dwukrotnie złota (2012, 2014) oraz indywidualnie – złota (2012 – na V szachownicy)[4]
- trzykrotnie na drużynowych mistrzostwach świata (w latach 2011, 2013, 2015); czterokrotna medalistka: wspólnie z drużyną – srebrna (2011) i brązowa (2013) oraz indywidualnie – srebrna (2011 – na V szachownicy) i brązowa (2013 – na III szachownicy)[5]
- dwukrotnie na drużynowych mistrzostwach Europy (w latach 2011, 2013); czterokrotna medalistka: wspólnie z drużyną – złota (2011) i srebrna (2013) oraz indywidualnie – złota (2011 – na V szachownicy) i brązowa (2013 – na III szachownicy)[6].

Normy na tytuł arcymistrzyni zdobyła w latach 2002 (w Eliście, finał indywidualnych mistrzostw Rosji, dz. V-IX m.), 2003 (w Sierpuchowie) oraz 2004 (w Moskwie, turniej Aerofłot Open-B).
Do innych jej indywidualnych sukcesów należą:
- I m. we Lwowie (2002)
- I m. w Dagomysie (2002, mistrzostwa Rosji do 18 lat)
- dz. I m. w Jessentukach (2003, mistrzostwa Rosji do 20 lat, wspólnie z Jekatieriną Korbut)
- dz. I m. Samarze (2004, mistrzostwa Rosji do 20 lat, wspólnie z Jekatieriną Korbut)
- I m. w Nojabr´sku (2005, mistrzostwa Rosji do 20 lat)
- I m. we Włodzimierzu nad Klaźmą (2005, memoriał Jelizawiety Bykowej)
- II m. we Włodzimierzu nad Klaźmą (2006, memoriał Jelizawiety Bykowej, za Iriną Wasilewicz)
- III m. w Krasnoturjinsku (2007, turniej North Urals Cup, za Zhu Chen i Zhao Xue)
- I m. w Petersburgu (2007, memoriał Ludmiły Rudenko)
- II m. w Nowokuźniecku (2008, akademickie mistrzostwa świata)[7]
- I m. w Moskwie (2009, turniej Moscow Open–C).

Najwyższy wynik rankingowy w dotychczasowej karierze osiągnęła 1 lipca 2014; mając 2508 punktów, zajmowała wówczas 15. miejsce na światowej liście FIDE, jednocześnie zajmując 3. miejsce (za Aleksandrą Kostieniuk i Nadieżdą Kosincewą) wśród rosyjskich szachistek.